# Betriebszweck
Der Betriebszweck ist das dauerhaft verfolgte Arbeits- und Produktionsziel eines Betriebes.

## Allgemeines
Die betriebswirtschaftliche Literatur unterscheidet zwischen dem Betriebszweck – auch Sachziel genannt – und den Unternehmenszielen, die auch „Formalziele“ genannt werden. Während der Betriebszweck etwa in der Herstellung von Gütern oder der Erbringung von Dienstleistungen und deren Vertrieb bestehen kann, ist mit dem Formalziel die Gewinnerzielungsabsicht oder Gewinnmaximierung verbunden. Die Bedarfsdeckung faktischer oder potenzieller Konsumenten ist eine wesentliche Voraussetzung, aber nicht Zweck des Betriebs. Neben der Betriebswirtschaftslehre befassen sich auch das Handels-, Gesellschafts- und Arbeitsrecht mit dem Betriebszweck.

## Betriebswirtschaftslehre
Der Betriebszweck ist im Handelsregister als „Gegenstand des Unternehmens“ beschrieben. Handelsrechtlich ist dieser Betriebszweck bei der Geschäftstätigkeit auch zu realisieren. Damit nicht geringste Abweichungen in der Alltagspraxis zu handelsrechtlichen Problemen führen, wird bei der Eintragung im Handelsregister meist hinzugefügt, dass dem Betriebszweck auch alle Maßnahmen dienen, die ihn fördern (insbesondere Beteiligungen an anderen Unternehmen erwerben). Nach diesen handelsregisterlichen Vorgaben richtet sich die Gliederung der innerbetrieblichen Kosten- und Leistungsrechnung. Analytisch gehören zu den betrieblichen Aufwendungen und Erträgen nur jene, die durch den Betriebszweck entstanden sind. Entsprechend ist das aus dem operativen Geschäft resultierende operative Ergebnis (Betriebsergebnis) als Summe aus beiden Aufwands- und Ertragspositionen das auf den Betriebszweck zurückzuführende Ergebnis. Alle nicht dem Betriebszweck entsprechenden Ergebnisse heißen betriebsfremder Aufwand bzw. betriebsfremder Ertrag.

## Arbeitsrecht
Nach Betriebsverfassungsgesetz (§ 111 BetrVG) hat ein Unternehmen den Betriebsrat über geplante Betriebsänderungen rechtzeitig und umfassend zu unterrichten und die geplanten Betriebsänderungen mit dem Betriebsrat zu beraten. Zu den Betriebsänderungen gehören auch grundlegende Änderungen des Betriebszwecks.
Betriebszweck in diesem Sinne ist der mit dem Betrieb verfolgte arbeitstechnische Zweck. Es kommt darauf an, „wie“ die Einnahmen erzielt werden. Im Bereich eines Dienstleistungsbetriebs ändert sich der Betriebszweck, wenn andere als die bisher angebotenen Dienstleistungen angeboten werden sollen.
Eine Änderung des Betriebszwecks liegt aber auch dann vor, wenn ein Unternehmer dem bisherigen arbeitstechnischen Zweck einen weiteren arbeitstechnischen Zweck hinzufügt. Der Zweck des Betriebs kann sich auch ändern, wenn anstelle nur eines arbeitstechnischen Zwecks jetzt mehrere Zwecke verfolgt werden. Ob eine Änderung des Betriebszwecks vorliegt, kann nur festgestellt werden, wenn man den Zustand des Betriebs vor und nach der geplanten Betriebsänderung miteinander vergleicht.